# Capitulation électorale
 (septembre 2017).
Si vous disposez d'ouvrages ou d'articles de référence ou si vous connaissez des sites web de qualité traitant du thème abordé ici, merci de compléter l'article en donnant les références utiles à sa vérifiabilité et en les liant à la section « Notes et références ».
Une capitulation électorale était un accord écrit durant une partie de l'Europe médiévale dans lequel un candidat au poste d'Empereur prenait des engagements sur ce qu'il ferait dans le cas de son élection, mais qui pouvait également spécifier la manière dont ses responsabilités seraient réglementés et placer les limites de son autorité dans l'exercice du pouvoir.
Le plus célèbre capitulation électorale est celle des Saints Empereurs romains, connu en latin sous le nom de capitulatio caesarea ou en allemand Wahlkapitulation.

## Élection du roi

### Saint-Empire romain germanique
Depuis le XIIIe siècle, le corps électoral responsable de l'élection du roi des Romains dans le Saint-Empire romain était un groupe de puissants princes connu sous le nom de princes-électeurs. À partir de l'élection de l'empereur Charles Quint en 1519, une Wahlkapitulation (capitulatio caesarea) était présentée par les princes-électeurs au futur empereur Romain-germanique.
Initialement, les pouvoirs de l'empereur étaient presque illimités, mais ceux-ci étaient désormais limité et spécifié par le Wahlkapitulation. La dernière capitulation, négociée par les princes électeurs avec l'empereur François II, date de 1792 ; en imprimerie moderne, elle comprend 314 pages. En 1806, François II annonça alors la dissolution du Saint Empire de la nation allemande au motif qu'il n'était plus en mesure de remplir les devoirs qu'il s'était fixés lors de la capitulation électorale.
Au cours des négociations avec la France dans le cadre de la paix de Westphalie, le Wahlkapitulation de Ferdinand III, qui prévoit les droits de l'empire (Reichsrecht) et les propriétés impériales (Reichsgüter) a été abrogé, et la France a reçu la pleine souveraineté sur les territoires d'Alsace et de Lorraine.
La commission permanente qui s'occupait de la capitulation électorale ou ständige Wahlkapitulation (capitulatio perpetua) de 1711 avait pour objectif de fixer le statut des futurs rois dans un Wahlkapitulation spécifié à l'avance. Il comprenait des dispositions qui interdisaient à l'Empire de se transformer en une monarchie héréditaire. De cette façon, les princes-électeurs ont tenté de protéger leur position politique. Toutefois, ces documents n'ont jamais été ratifié par l'empereur et ne se sont donc jamais élevée à un statut impérial (Reichsgesetz).
En 1806, François II a initié la dissolution du « Saint-Empire romain de la Nation allemande » parce que, en raison des circonstances de l'histoire (les guerres napoléoniennes ou guerres de Coalition et la fondation de la confédération du Rhin), il n'était plus en mesure de remplir les obligations prescrites par le Wahlkapitulation.